# Kawasaki (авіакосмічний підрозділ)
Kawasaki Heavy Industries Aerospace Company (яп. 川崎重工業航空宇宙カンパニー, кавасакі дзю:ко:ге: ко:ку:утю: канпані) — авіакосмічний підрозділ Kawasaki, який відділився в окрему компанію в 1937 році і випускає на даний час літаки, космічні системи, реактивні двигуни, авіасимулятори, ракетну зброю і електроніку.

## Історія

### 1918—1945 роки

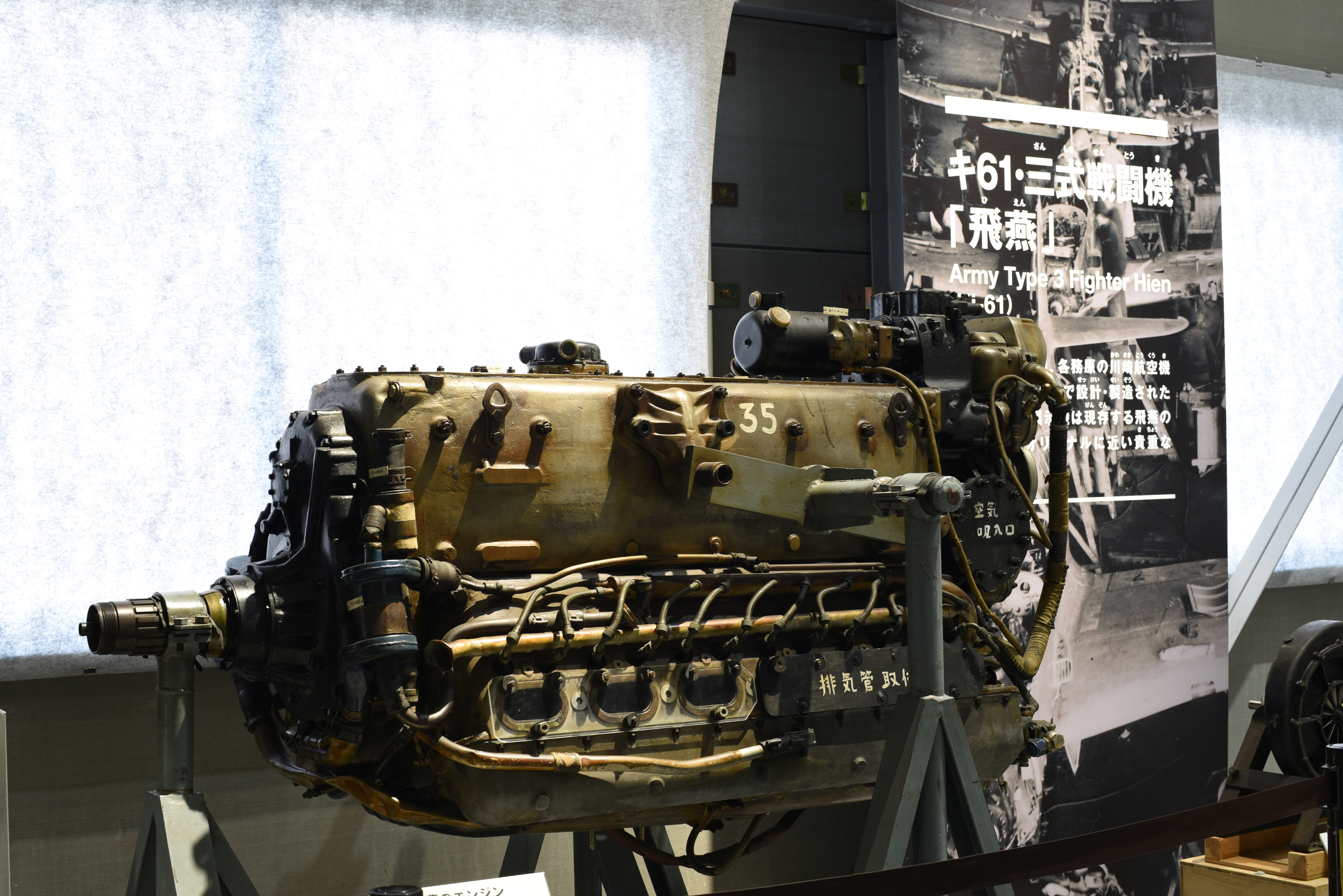
Двигун Ha-40

Авіаційна секція концерну Kawasaki була створений в 1918 році, а квітні 1919 року на фабриці в Кобе почалось виробництво ліцензованих літаків для армії. Фабрика, як і вся компанія, була пристосована для суднобудування, а саме місто було сильно індустріалізоване і тому місця для обладнання аеродрому чи навіть злітної смуги не було. Через це декілька перших років літаки компанії доставлялись армії в розібраному стані та тестувались на армійських аеродромах. Тільки в 1923 році компанія збудувала невеликий аеродром в Какаміґахарі, який був захищений від вітрів і мав залізничне сполучення з фабрикою. В травні 1927 року там же розгорнули виробництво літаків.
Як і інші японські авіабудівні компанії Kawasaki розвивалась запозичуючи ідеї та дизайни в європейських компаній. Після збільшення секції до цілого відділу в 1922 році керівником став колишній капітан флоту Томокічі Такезакі, який почав співпрацювати з німецькою компанією Dornier. Зокрема в 1924 році на запрошення Kawasaki до Японії прибув Ріхард Фогт. Того ж року компанія викупила ліцензію на будівництво двигунів BMW.
В листопаді 1937 року фабрика в Какаміґахарі виробництво літаків була виділена окремою компанією «Літаки Кавасакі» (яп. 川崎航空機工業, Кавасакі  Ко:ку:кі Ко:ґьо:). Авіаційні двигуни все ще виготовлялися в Кобе до 1939 року, але з завершенням будівництва нової фабрики в Акасі в 1940 році. Ця фабрика швидко розросталася, спочатку додавши виробництво фюзеляжів і перемістивши штаб-квартиру з Какаміґахари, а в вересні 1941 року було побудовано аеропорт. Протягом Другої світової війни Kawasaki була третьою фірмою в Японії за обсягом випуску літаків і четвертою за авіамоторами. Провідними конструкторами компанії в цей час були: Такео Дої, Сін Овада, Ідзаму Імасі, Сіро Ота.
Основне виробництво компанії під час війни було зосереджено на двох основних і декількох менших заводах:
- Авіаційний в Акасі під Кобе — випускав літаки і авіадвигуни;
- Авіаційний в Какаміґахарі — випускав літаки і авіадвигуни;
- Невеликі складальні лінії:
  - Ітіномія — фюзеляжі
  - Міяконоджьо — фюзеляжі
  - Футамі (Осака-Кобе) — двигуни
  - Такацукі — двигуни

## Продукція

### 1918—1945 роки
Літаки:

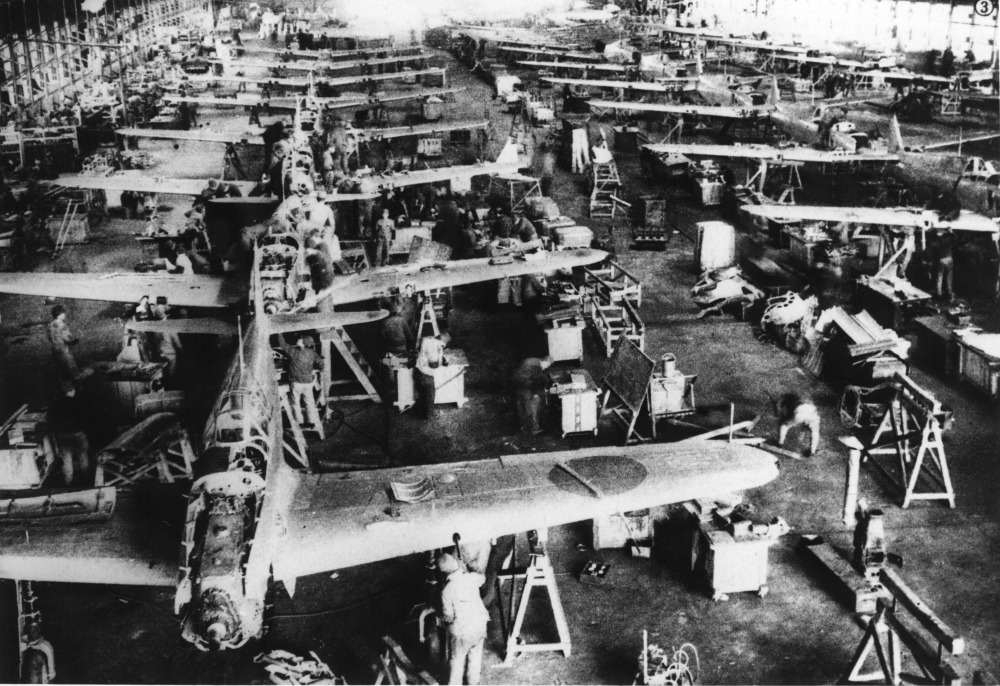
Виробнича лінія Ki-61

- Розвідувальний літак Оцу 1 — виготовлений за ліцензією французький біплан Salmson 2A.2 (1919)
- Ka 87 — двомоторний бомбардувальник (1926)
- Type 88 (розвідник) — одномоторний розвідувальний біплан (1927)
- KDC-2 — поштовий літак (1928)
- KDA-3 — одномоторний винищувач (1928)
- KDN-1 — розвідувальний летючий човен (1928)
- Type 88(бомбардувальник) — одномоторний біплан-бомбардувальник (1929)
- Експериментальний суцільнометалевий літак — палубний розвідник (1929)
- Type 92 — винищувач-біплан (1930)
- KDA-6 — одномоторний розвідник (1931)
- Ki-3 — одномоторний бомбардувальник (1933)
- Ki-5 — проєкт винищувача (1934)
- C-5 — поштовий літак (1934)
- Ki-10 — одномоторний винищувач-біплан (1935)
- Ki-22 — проєкт важкого бомбардувальника (1936)
- Ki-28 — проєкт винищувача (1936)
- Ki-32 — одномоторний бомбардувальник (1937)
- Ki-45 — двомоторний винищувач (1939)
- Ki-48 — двомоторний легкий бомбардувальник (1939)
- Ki-56 — двомоторний транспортний літак (1940)
- Ki-60 — проєкт винищувача (1941)
- Ki-61 — одномоторний винищувач (1941)
- Ki-64 — одномоторний винищувач (1943)
- Ki-88 — проєкт винищувача (1943)
- Ki-89 — проєкт легкого бомбардувальника (1943)
- Ki-96 — проєкт двомоторного винищувача (1943)
- Ki-100 — одномоторний винищувач (1944)
- Ki-102 — двомоторний винищувач (1944)
- Ki-147 — керована бомба (1944)
- Ki-148 — керована бомба (1944)

Двигуни:
- Ha-13
- Ha-25
- Ha-40
- Ha-115